# SREC
SREC — формат текстового ASCII файла, разработанный фирмой Motorola для хранения двоичных данных, также иногда называется Motorola S-record или S19. Формат имеет ряд преимуществ по сравнению с бинарными форматами. ASCII-файлы можно изменять с помощью текстового редактора. Кроме того, каждая запись содержит контрольную сумму, позволяющую выявить ошибки, которые были допущены во время передачи данных.
Этот формат был разработан в 1970 году для процессора Motorola 6800 и используется многими компиляторами как конечный результат работы, особенно у компиляторов для встраиваемых систем.
Аналогичное кодирование, со слегка измененным форматом ASCII файла, называется Intel Hex и используется для процессоров Intel.

## Формат
SREC файл состоит из записей, представляющих собой ASCII символы. Все шестнадцатеричные (Hex) числа записаны в виде старший байт слева. Записи имеют следующую структуру:
1. Старт, один символ S.
2. Тип записи, одна цифра, 0 до 9, определяет тип поля данных.
3. Количество байт, две шестнадцатеричных цифры, указывающие количество байт в оставшейся части записи (адрес, поле данных, контрольная сумма).
4. Адрес, четыре, шесть или восемь шестнадцатеричных цифр, определяющих начальный адрес блока данных этой записи в памяти.
5. Данные, двоичные данные, закодированные шестнадцатеричными числами длиной n байт.
6. Контрольная сумма, две шестнадцатеричных цифры, дополняет до FF сумму чисел полей: количество байт, адрес и данных. Необходима для проверки целостности данных.

Есть восемь типов записей, которые перечислены ниже:
| Запись | Тип                       | Байтов в адресе | Дальнейшие данные |
| ------ | ------------------------- | --------------- | ----------------- |
| S0     | Заголовок блока           | 2               | Есть              |
| S1     | Последовательность данных | 2               | Есть              |
| S2     | Последовательность данных | 3               | Есть              |
| S3     | Последовательность данных | 4               | Есть              |
| S5     | Количество записей        | 2               | Нет               |
| S7     | Конец блока               | 4               | Нет               |
| S8     | Конец блока               | 3               | Нет               |
| S9     | Конец блока               | 2               | Нет               |

Запись типа S0 содержит данные разработчика программы и не имеет отношения к программному коду. Количество записей хранится в 2-х байтном поле адреса записи типа S5. Поля адреса записей типа S7, S8, или S9 могут содержать начальные адреса программы.

## Пример
```
S
0
0F
0000
68656C6C6F20202020200000
3C

S
1
1F
0000
7C0802A6900100049421FFF07C6C1B787C8C23783C60000038630000
26

S
1
1F
001C
4BFFFFE5398000007D83637880010014382100107C0803A64E800020
E9

S
1
11
0038
48656C6C6F20776F726C642E0A00
42

S
5
03
0003
F9

S
9
03
0000
FC
```

 Старт
 Тип записи
 Количество байт
 Адрес
 Данные
 Контрольная сумма